# Método de momentos (estadística)
En estadística, el método de momentos es un método de estimación de los parámetros poblacionales.
Se empieza derivando ecuaciones que relacionan los momentos poblacionales (p.e., los valores esperados de poderes de la variable aleatoria que estamos considerando) a los parámetros de interés. Por lo tanto, la muestra está definida y los momentos de población están estimados de la muestra. Las ecuaciones son entonces solucionadas para los parámetros de interés, utilizando los momentos de muestra en lugar de los (desconocidos) momentos poblacionales. Esto resulta en estimaciones de aquellos parámetros. 
El método de momentos fue introducido por Pafnuti Chebyshov en 1887 en la demostración del teorema del límite central.

## Método
Suponga que el problema es estimar los {\displaystyle k}  parámetros desconocidos  {\displaystyle \theta _{1},\theta _{2},\dots ,\theta _{k}} que caracterizan la distribución {\displaystyle f_{W}(w;\theta )} de la variable aleatoria {\displaystyle W}. Supóngase también que los primeros {\displaystyle k} momentos de la verdadera distribución (los "momentos poblacionales") pueden ser expresados como funciones de los {\displaystyle \theta 's}:
{\displaystyle {\begin{aligned}\mu _{1}\equiv \operatorname {E} [W]=&g_{1}(\theta _{1},\theta _{2},\dots ,\theta _{k}),\\\mu _{2}\equiv \operatorname {E} [W^{2}]=&g_{2}(\theta _{1},\theta _{2},\dots ,\theta _{k}),\\\vdots &\\\mu _{k}\equiv \operatorname {E} [W^{k}]=&g_{k}(\theta _{1},\theta _{2},\dots ,\theta _{k}).\\\end{aligned}}}
Supóngase que extraemos una muestra de tamaño {\displaystyle n}, obteniendo los valores {\displaystyle w_{1},\dots ,w_{n}}. Para {\displaystyle j=1,\dots ,k}, sea
{\displaystyle {\hat {\mu }}_{j}={\frac {1}{n}}\sum _{i=1}^{n}w_{i}^{j}}
el {\displaystyle j}-ésimo momento muestral, una estimación de {\displaystyle \mu _{j}}. El  estimador del método de los momentos para {\displaystyle \theta _{1},\theta _{2},\dots ,\theta _{k}} denotados por {\displaystyle {\widehat {\theta }}_{1},{\widehat {\theta }}_{2},\dots ,{\widehat {\theta }}_{k}} está definido como la solución (en caso de que exista) de las ecuaciones
{\displaystyle \left\{{\begin{matrix}{\hat {\mu }}_{1}&=&g_{1}({\hat {\theta }}_{1},{\hat {\theta }}_{2},\dots ,{\hat {\theta }}_{k}),\\{\hat {\mu }}_{2}&=&g_{2}({\hat {\theta }}_{1},{\hat {\theta }}_{2},\dots ,{\hat {\theta }}_{k}),\\&\vdots &\\{\hat {\mu }}_{k}&=&g_{k}({\hat {\theta }}_{1},{\hat {\theta }}_{2},\dots ,{\hat {\theta }}_{k}).\end{matrix}}\right.}

## Ventajas y desventajas del método de los momentos
El método de los momentos es bastante sencillo y brinda estimadores consistentes (debajo suposiciones muy débiles), aunque estos estimadores son a menudo sesgados.
En algunos casos, cuándo estimamos parámetros de una familia conocida de distribuciones de probabilidad, este método es sustituido el método de máxima verosimilitud de Fisher , porque con máxima verosimilitud los estimadores tienen probabilidad más alta de ser cercanos a las cantidades que estimamos y son menos sesgadas.
Aun así, en algunos casos las ecuaciones del método de máxima verosimilitud pueden ser intratables sin ayuda de ordenadores, mientras que el método de estimadores de los momentos pueden ser más accesible y fácilmente calculado a mano.
Las estimaciones por el método de los momentos pueden ser utilizadas como la primera aproximación a las soluciones de las ecuaciones de verosimilitud, y podemos encontrar sucesivas mejoras en las aproximaciones por el método de Newton-Raphson.  De este modo el método de momentos puede ayudar a encontrar estimaciones del método de máxima verosimilitud.
En algunos casos, infrecuentes con muestras grandes pero no tan infrecuentes con muestras pequeñas, las estimaciones dadas por el método de momentos están por fuera del espacio paramétrico, por lo que no tiene sentido confiar en ellos. Este problema nunca surge en el método de máxima verosimilitud. También, estimaciones del método de los momentos no son necesariamente estadísticos suficientes, p.e., a veces fallan en tener en cuenta toda información pertinente en la muestra.
Cuándo estimamos otros parámetros estructurales (p. ej., parámetros de una función de utilidad, en vez de parámetros de una distribución de probabilidad sabida), las distribuciones de probabilidad apropiadas pueden ser desconocidas, por lo que en tal caso es preferible el método de los momentos al de máxima verosimilitud.